# Enya
Eithne Patricia Ní Bhraonáin, /ɛnʲə pəˈtrɪʃə nʲiː vɾˠiːn̪ˠaːn/ poznatija kao Enya [/ɛnʲə/] (Gaoth Dobhair, County Donegal, 17. svibnja 1961.), poznata je irska glazbenica. Ime Enya engleska je transkripcija popularnog irskog ženskog imena Eithne, a znači "mala vatra".

## Život
Enya je šesto od ukupno devetero djece oca Lea i majke Maire Brennan. Ima četiri sestre (Máire/Moya, Olive, Deirdre i Bridin) te četiri brata (Ciaran, Pól, Leon i Bartley). Djetinjstvo je provela u Gaoth Dobhair. Do svoje treće godine je odrastala u potpunom irskom-jezičnom okruženju. U dobi od 11 godina počela je zajedno sa svojim sestrama svirati glasovir u jednom samostanu, uglavnom klasičnu glazbu. Kasnije je posjećivala internat.
Po završetku školovanja pristupa obiteljskom sastavu Clannad gdje će ostati kratko vrijeme. Nedugo zatim napušta sastav zajedno s Nick Ryan, tadašnjim producentom sastava te odlazi živjeti s njim i njegovom ženom Roma Ryan u Artene, sjeverno od Dublina. Od 1997. Enya živi u Dublinu u jednom malom dvorcu imenom "Manderely Castle" (prije "Ayesha Castle"). Dvorac je Enya nazvala po dvorcu iz njenog omiljenog filma "Rebecca".
Unatoč slavnoj karijeri Enya je odlučila voditi normalan život zbog čega se rijetko pojavljuje u medijima.

## Glazba
Najprije je svirala u obiteljskom sastavu Clannad sa svojom braćom i sestrama te oba ujaka. Sredinom 80-ih započinje svoju solo karijeru. Tekstove je pisala Roma Ryan, a za produkciju je bio odgovoran Nick Ryan. Međunarodni proboj je ostvarila pjesmom "Orinoco Flow" (Sail away) koja je bila na 1. mjestu u Velikoj Britaniji te na drugom u Njemačkoj. Pri tome je njezin album "Watermark" bio među 10 najuspješnijih u Europi. Uspješnost albuma "Watermark" su dosegli i njezini sljedeći albumi: "Shepehrd Moons(1991.), The Celts (izdan 1986., a 1992. je doživio međunarodno reizdanje), i Greatest-Hits-Platte Paint the Sky with Stars (1997.)
Singl "Only Time" u filmu "Slatki studeni" je bila pozadinska glazba u jednoj ključnoj sceni, ali u početku pjesma nije ostvarila veći uspjeh. Svjetski poznata je postala nakon terorističkog napada 11. rujna 2001., kao glazbena pozadina tijekom televizijskog prijenosa. Pjesma "Only Time" je ušla u top 10 na "US Billboard Charts", dok je album "A Day Without Rain" dosegao čak 2. mjesto. 2001. Enya je osvojila nagradu "Echo" za najuspješniji svjetski singl na njemačkom tržištu te nominaciju za najuspješniji album.
U siječnju 2002. objavila je pjesmu "May it be", koja pripada pozadinskoj glazbi prvog dijela trilogije Gospodar prstenova: Prstenova družina. Pjesma "May it be" je čak bila nominirana za nagradu Oscar. 2005. Enya objavljuje album "Amarantine" na kojem po prvi put Enya pjeva na umjetnom jeziku Loxian kojeg je izmislila Roma Ryan.
20. studenog 2009. izašao je njezin studijski album "The Very Best Of Enya" koji sadrži kompilacije koje je osobno izabrala Enya. Album je postigao veliki uspjeh.
20. studenoga 2015. u izdanju Warner Bros. Recordsa izašao je Enyin najnoviji studijski album, pod nazivom Dark Sky Island

## Diskografija
Studijski albumi
- Enya (1987.)
- Watermark (1988.)
- Shepherd Moons (1991.)
- The Memory of Trees (1995.)
- A Day Without Rain (2000.)
- Amarantine (2005.)
- And Winter Came... (2008.)
- Dark Sky Island (2015.)

### Singlovi
- 1987.: I Want Tomorrow
- 1988.: Orinoco Flow
- 1988.: Evening Falls…
- 1989.: Storms in Africa
- 1989.: 6 Tracks
- 1989.: Oíche Chiún (Tiha noć)
- 1990.: 3 Tracks
- 1991.: Exile
- 1991.: Caribbean Blue
- 1991.: How Can I Keep from Singing?
- 1992.: Book of Days
- 1992.: The Celts
- 1994.: Marble Halls
- 1994.: Christmas EP
- 1995.: Anywhere Is
- 1996.: On My Way Home
- 1997.: Only If...
- 1998.: Orinoco Flow (reizdanje singla iz 1988.)
- 2000.: Only Time
- 2001.: Wild Child
- 2001.: Only Time (Remix)
- 2002.: May It Be
- 2005.: Amarantine
- 2006.: It’s in the Rain
- 2006.: Sounds of the Season
- 2006.: It´s in the Rain / Adeste Fideles
- 2006.: Christmas Secrets
- 2008.: Trains and Winter Rains
- 2008.: White Is in the Winter Night
- 2015. The Humming...
- 2015. So I Could Find My Way
- 2015. Even in the Shadows
- 2015. Echoes in Rain
- 2015. Dark Sky Island

## Nagrade
- 1992.: Grammy za album "Shepherd Moons" u kategoriji "Best New Age Album"(najbolji new age album).
- 1996.: Grammy za album "The Memory of Trees" u kategoriji "Best New Age Album".
- 2002.: Grammy za album "A Day Without Rain" u kategoriji "Best New Age Album".
- 2002.: Echo za "Only Time"
- 2006.: World Music Award u kategoriji za nabolje prodavani irski singl.
- 2007.: Grammy za album "Amarantine" u kategoriji "Best New Age Album".
- 2007.: Počasni doktorat "Doctor of Letters" od Nacionalnog sveučilišta Galway. [4]
- 2007.: Počasni doktorat "Doctor of Letters" od Sveučilišta Ulster. [5]

## Vanjske poveznice
- Hrvatski prijevod hita "One by One" (stihovi)